# Пад Београда (1521)
Пад Београда 1521. је догађај који је уследио као последица трећег великог османског напада на ово угарско утврђење у османско-угарским сукобима у доба највећег ширења Османског царства на запад.
Османски султан Сулејман Величанствени одлучио је да први циљеви његових војних похода буду Родос и Београд, места која није успео да освоји његов предак Мехмед II Освајач (1451—1481). Сулејман је покренуо своју војску половином маја 1521. године, а главни циљ овог похода било је освајање Београда. Угарска држава је била готово у расулу и неспособна да се ефикасно супротстави османској војсци. За разлику од претходних похода султан је овог пута одлучио да главни правац напада иде са савске стране. Да би ово извела, османска војска је прво морала да заузме Срем, што је на крају и учињено. Браниоци Београда упорно су пружали отпор, али због недостатка људства и ратног материјала морали су да предају град 28/29. августа 1521. године. Пад Београда показао је неспособност угарске власти да се супротстави експанзионистичкој политици Османског царства које ће своју надмоћ показати у бици на Мохачком пољу 1526. године. Након пораза и слома Угарске носилац хришћанске борбе против османског продирања у Европу постаће Хабзбуршка монархија у чији састав ће бити укључена и Угарска. Под власт једне хришћанске силе Београд ће доћи тек 1688. године када га је за Аустрију освојио Максимилијан Баварски.

## Стање у Угарској
Када је 1520. у Османском царству власт преузео Селимов син Сулејман I Угарска се налазила готово у расулу. Угарско племство било је подељено на бројне странке, а без снажне централне власти оно се није могло ујединити у одбрани земље. Угарска краља Лајоша  била је ослабљена бројним сукобима. Ниже племство се сукобљавало са вишим племством и дворским круговима, а ердељски војвода Јован Запоља, један од најбогатијих великаша свога времена, представљао је отворену опозицију ионако слабом режиму краља Лајоша II. Фракција која је подржавала ердељског војводу била је у сталним сукобима са дворским круговима. Сâм краљ био је немоћна фигура у рукама својих амбициозних сарадника. Он често није имао новчаних средстава ни за сопствену егзистенцију. У оваквим приликама није било могуће јачање одбрамбеног система на јужној граници и предузимање било каквих војних похода.
За разлику од претходних времена, када је Угарску својим способностима бранио Јанош Хуњади, у годинама пред Сулејманов поход није било личности спремне и способне да на себе прими одговорност за одбрану земље од Турака. Захваљујући оваквим приликама у Угарској, Сулејману је пут био отворен и пре него што је кренуо са својом војском. Освајање су му олакшали управо они од којих се очекивало да му се супротставе - угарско племство и двор. Вишегодишње одсуство бриге за јужну границу врло брзо се осветило Угарској. Полупусте граничне градове, без хране, оружја и дисциплинованих трупа нису могли спасити бедеми наслеђени из прошлости, чега је био свестан и османски султан. Званична Угарска остала је готово по страни догађаја из лета 1521. године. Она је била само посматрач неминовних османских освајања којима се готово нико није супротставио.
Пре него што је покренуо поход, нови султан је био спреман да обнови примирје са Угарском које је његов отац склопио 1519. године. Са тим циљем је у Будим послат посланик крајем 1520. године. Он је био јако лоше примљен на угарском двору. Био је смештен у ниску просторију и стављен под стражу, као заробљеник. Овакав третман према свом посланику османски султан је искористио као повод да отпочне освајање угарских области, које је и раније планирао. Угарски двор био је на време и са разних страна обавештен да се припрема османски поход.
У пролеће 1521. године сазван је државни сабор како би се организовала било каква одбрана. Донети су корисни закључци које државни апарат није могао да спроведе у дело. Време је пролазило, а за Београд и Шабац нису обезбеђени ни најосновнији ратни материјал и људство. Развијена је жива дипломатска активност у циљу добијања помоћи из иностранства. Позиви у помоћ послати су на многе европске дворове: папи Лаву X, у Венецију, немачком цару, пољском краљу, па чак и владарима Енглеске и Португалије. Угарски краљ се нарочито надао да ће добити помоћ од свог стрица, пољског краља Жигмунда, који је заиста и био спреман да помогне Угарској. Покренуо је интензивну дипломатску преписку како би помоћ била послата његовом рођаку, али сâм није могао да интервенише. Наиме, упад Татара у Пољску био је организован баш са циљем да се онемогући пољска интервенција на јужној угарској граници. Очекивање стране помоћи показало се као потпуно нереално. Западним владарима су међусобни сукоби увек били далеко значајнији него заједничка, хришћанска борба против Турака. Лутерово учење се ширило по Немачкој, а рат између шпанског краља Карла V и француског краља Франсоа I заокупљао је пажњу готово читаве Европе. Догађаји на Дунаву изгледали су далеки и небитни у поређењу са главним европским дешавањима. Угарска је била препуштена сама себи.

### Стање у Београду
Као и остали угарски градови на граници, Београд је 1521. био изузетно запуштен. Војна посада била је малобројна и недовољна за било какву озбиљнију одбрану. У лето 1521, у Београду се затекло свега неколико стотина војника. Извори говоре да је било између 400 и 900 војника. Када се у обзир узме да су ту урачунати припадници свих родова војске (пешаци, коњаници, шајкаши, тобџије), добија се права слика њихове малобројности. Активно учешће становништва у одбрани града одложило је за извесно време његову предају, али није могло спречити пад Београда.
Посада града месецима није примала плате. Најамничке трупе претвориле су се у недисциплиновану руљу. По речима савременика Ђурђа Сремца, заповедник града жалио се угарском краљу како две године није могао да исплати војнике. Шајкаши, који су били одговорни за безбедност на речним токовима, били су понижавани. Наиме, када су се 1518. обратили краљу да им исплати њихове плате он их је послао државном благајнику. Овај их је дочекао са ниподаштавањем. Када су потом отишли код краља да се жале, он није хтео ни да их прими. Увређени оваквим опхођењем спаковали су краљеве заставе и потом су се разишли. По Ђорђу Сремцу они су му тада рекли: „Ђурђу попе, што то нама срамоту чине; но ако Угрима не требује Београд, требује цару“. Након ових догађаја, шајкаши нису значајније учествовали у одбрани Угарске. Иако их је било у Београду 1521, па је чак сачувано и име њиховог заповедника Петра Овчаревића, њихова улога приликом опсаде Београда 1521. била је незнатна.
Београд је био потпуно неспреман за дужу опсаду. Велики део топова који су се у њему налазили изгубио је Јован Запоља у бици под Авалом 1515. године. Није било ни довољно пушака, барута ни другог оружја или ратног материјала. Бан Београда, Фрања Хадервари, је априла и маја 1521. позајмљивао новац како би град припремио за одбрану, али ова средства нису стигла до Београда. Несташица животних намирница проузроковала је глад која је погађала и војнике и грађане. Опсадницима су унутрашње тешкоће олакшале посао.

### Командовање у Београду
Поред ових недаћа, Београд је имао и проблем са командовањем. Пред опсаду Београда имао је двојицу банова: Фрању Хадерварија и Валентина Терека, малолетног сина покојног бана Емерика Терека. Први због болести није био у граду приликом опсаде. Други је био под туторством ујакā Блажа и Стевана Шуљока. Браћа Шуљок су тражили од краља да врати дуг у име преминулог Емерика Терека и одбијали су да предају град док се ове обавезе не измире. Тако дужност није могао да преузме ни Андрија Батори кога је краљ именовао за бана. Шуљоци су истицали да неће предати град краљу чак и ако га султан нападне. Краљ није имао снаге да своје наредбе спроведе у дело. Тако Београд није бранио ниједан од његових банова. Овакво стање било је противно законима Краљевине Угарске. Сабори су пограничним командантима у више наврата претили најстрожим казнама због оваквог стања, али ништа конкретно није учињено да се ситуација промени. Деловање браће Шуљок било је незаконито јер положај београдског бана није био наследан, чак ни доживотан, тако да њихов нећак Валентин није имао никаква права на ово место. Двор није био у стању да казни ниједног прекршиоца, па су самовоља и насиље харали пограничним подручјем.
Стварном одбраном града командовао је Михаило Мора који је замењивао Фрању Хадерварија. По тврђењу многих, а и самог краља, он је био недостојан овог положаја. Забележено је и да је вицебан био извесни Блаж. Од осталих команданата помињу се Јан Моргај, вицебан, Јован Бат, можда заповедник тврђаве, Владислав Барди, вођа пешака и Петар Овчаревић, војвода шајкаша.

## Османска војска
У другој половини маја 1521. године османска војска кренула је из околине Цариграда. На путу су им се прикључивале нове трупе. Османску војску предводио је султан, а са њим су биле и његове најбоље војсковође: Пири Мехмед-паша, Мустафа-паша, Ахмед-паша, Бали-бег, Хусрев-бег и други. Била је организована и припремљена велика копнена војска и флота. Бродови су до Београда допрли Дунавом а неки су по свој прилици кренули из Црног мора. На бродовима је поред лађара било и јаничара. Број османских војника могуће је само приближно проценити. Највиши број који се у изворима помиње је 200.000, али је он сигурно вишеструко преувеличан. Број од 100.000 људи који наводи млетачки извештач много је вероватнији, а од тога свега 30.000 ратника. И овај број војника смањен је услед епидемија цревних обољења. Када се све сагледа, број османских ратника није био претерано велики. Османска војска је била веома добро опремљена. Имала је довољно свих врста оружја као и ратног материјала. Значајан део снаге османске војске била је и њена артиљерија. Топови су довлачени издалека, а неки су ливени успут. Војска је са собом носила животне намирнице, а добар део својих потреба намиривала је из области кроз које је пролазила. Иако се у Србији, Мачви и Срему у то доба године производило доста хране, војска није увек без проблема набављала храну.

## Припремне и почетне акције

### Османски продор у Срем
Напад на Београд био је пажљиво припремљен и систематски оствариван. Главном нападу претходили су упади османских чета у Ердељ у јуну 1521. као и у Хрватску и Босну. Упад Татара у Пољску био је део истог плана. Крајем јуна 1521. османска војска је прошла Ниш и Крушевац, а главнина војске са султаном на челу упутила се ка утврђеном Шапцу. Првих дана јула 1521. почео је османски напад на Шабац. Османским снагама командовао је Ахмед-паша. Посада града се храбро бранила, али пошто је била малобројна и слабо опремљена није могла да пружи дужи отпор. За пад Шапца у Будиму сазнало се већ 10. јула. Султан је наредио да се освојени град прошири и утврди и да се у њега смести гарнизон.
Султан је такође одмах по преузимању града наредио да се сагради понтонски мост на Сави да би са сремске стране, од Земуна, са главнином војске напао Београд. Код Шапца је султан провео десет дана. Радови на мосту су споро одмицали. Увидевши какве намере са Сремом има султан, српска деспотица Јелена, удовица Иваниша Бериславића, послала му је посланике да понуде покорност. Он је на то пристао, а деспотица је искористила добијено време да са својим благом побегне у унутрашњост Угарске. Османска потера није успела да је ухвати. Султан је у Срем послао Бали-бега са задатком да освоји тамошње градове што је и учињено. Ту им се супротставила угарска војска којом је командовао Стефан Батори и која је у једној бици потукла Турке, али изгледа да није имала довољно снаге да гони непријатеља и да одбије његове нападе.
Док је султан боравио у Шапцу, а његови одреди пустошили Срем, Пири Мехмед-паша је ратовао код Београда. Првих дана јула део османске војске је одвојен и под заповедништвом Пири Мехмед-паше је послат ка Београду. Ове трупе су имале задатак да допру до Београда и да мотре на угарске припреме и на евентуални угарски противнапад.
Пири Мехмед-паша и Хусрев-бег отпочели су опсаду Земуна како би потпуно одсекли Београд. Град је жестоко бомбардован, а малобројни браниоци нису могли да пруже снажнији отпор. Утврђени Земун се предао, становништво је одведено у робље, а браниоци побијени.
После пада Земуна ситуација у Београду знатно се погоршала. Обруч се све више стезао. У другој половини јула интензивирана су османска бомбардовања. Сви османски напори били су усмерени на рушење бедема и појединих кула. Браниоци су извршили један испад, али нису успели да онеспособе османску артиљерију.
Дана 29. јула 1521, султан је прешао у Срем и кренуо ка Београду. У то време пао је и Сланкамен, а последњег дана јула султан је стигао у Земун.

### Деловање угарских власти
Било је очигледно да Угарска неће моћи да одбрани Београд. После дипломатских потеза код пријатељских и сродничких дворова, краљ је схватио како је принуђен да се ослони на домаће моћнике. Он је 15. јула са око двеста коњаника кренуо из Будима на југ очекујући да ће му се придружити чете великаша. Међутим, ни писма ни претње послате војним командантима нису могле да постигну свој циљ.
Краљ је великашима послао крвави мач, прастари симбол велике опасности још из времена Арпадовића, надајући се да ће на тај начин приволети племиће на одбрану земље. Кренувши из Будима, краљ се прво зауставио у Тетењу недалеко од престонице. Ту је био све до 8. августа очекујући да му се придруже нови одреди. Из Тетења је кренуо на југ, зауставио се у Адоњију, да би 28. августа био у Толни, када је већ било касно да се Београду пружи било каква помоћ.
Ердељски војвода Јован Запоља, који је у то време сматран за најбољег угарског војсковођу, није се прикључио краљу. Он је чекао да види како ће тећи ситуација на југу. Од иностране помоћи није било никакве конкретне користи. Посланства послата у Венецију била су лепо примљена, али нису успела да добију никакву помоћ. Након опсаде, Угарска је оптуживала Венецију не само зато што није пружила помоћ Угарској, већ ју је и оптуживала да је помагала Турке артиљеријом.
Надвојвода Фердинанд и пољски краљ Жигмунд упутили су војну помоћ. Први је послао 3.000 пешака из Немачке, а други 500 коњаника и 2.000 пешака. Лајош је очекивао трупе из својих земаља, Чешке и Моравске, у које је изгледа полагао своје највеће наде. Ипак, одлуке у овим земљама донете су са великим закашњењем. Сабор у Моравској одржан је 29. јула 1521. године. На њему је прихваћен краљев предлог да се пошаље војска. Војска коју је Чешка слала (7 220 пешака, 400 коњаника и 18 топова), окупила се у другој половини августа код града Холича. Управо у време када је Београд пао ова војска се придружила краљу у Толни и била је спремна да се бори како би повратила изгубљено, али је краљ од овог одустао, па су се војници разишли. Одреди надвојводе Фердинанда придружили су се краљу када је сваки отпор Турцима постао безнадежан. У Петроварадину су се налазили одреди Стефана Баторија, а код Липе на Моришу снаге ердељског војводе Јована Запоље. Три угарске војске нису ни покушале да спрече османско освајање Београда.

## Опсада и пад града
За разлику од претходних покушаја освајања Београда, главни напад 1521. ишао је са сремске тј. савске стране. Турци су добро уочили да су са ове стране бедеми били једноструки, док су на свим осталим секторима били двоструки. Напад на овај део утврђења био је могућ само уз претходно заузимање Срема, што у претходним походима на Београд није постигнуто. у августу 1521. Београд се налазио у потпуној изолацији. Султан се са својом пратњом налазио у Земуну где је био и писац дневника овог похода који је оставио најаутентичније сведочанство. Посматрано са сремске стране, на левом крилу (са дунавске стране) налазио се Мустафа-паша коме је био потчињен заповедник јаничара, а на десном крилу нападом је руководио Пири Мехмед-паша. Османска коњица налазила се на сремској обали и на Великом ратном острву.
Бомбардовање Београда које је отпочело још у јуну настављено је појачаним интензитетом током августа. Османски топови били су укопани, а постојали су и заклони који су штитили посаду од ватре бранилаца. Опсађени су се бранили топовском и пушчаном ватром са кула и бедема. Почетком августа почели су јуриши на град. Градски зидови били су озбиљно оштећени. У жестокој борби која се одиграла 2. августа погинуло је између 500 и 600 нападача, али је напад одбијен.
Сутрадан, 3. августа, Турци су усмерили напад ка Доњем граду који је био најслабија тачка одбране. Вођене су огорчене борбе, али је и овај османски напад одбијен. После овог неуспеха султан је одлучио да треба спровести још неке припреме. Он је наредио Ахмед-паши да са топовима пређе на Ратно острво и да одатле туче град, јер су бедеми са те стране били најслабији. Отпочело је и подизање понтонског моста на Сави.
Припреме за јуриш почеле су 7. августа. Ноћу су османске снаге прилазиле бедемима. Осмог августа почео је општи јуриш. Нападано је са трију страна: са обале Саве (Пири Мехмед-паша), са обале Дунава (Мустафа-паша) и фронтално са речне стране (Ахмед-паша). Бранилаца је било премало да би могли да се успешно боре на свим странама. Турци су продрли у варош и освојили је након жестоке целодневне борбе.
Истог дана одреди јаничара јуришали су и на Горњи град, али су одбијени захваљујући упорности бранилаца. Наредног дана настављено је бомбардовање града. Турци су довукли топове у Доњи град како би повећали ефикасност бомбардовања, а један мањи топ је постављен на торањ фрањевачког самостана. Браниоци су улагали велике напоре да онеспособе овај топ, али у томе нису успели. Османски стрелци су убацивали запаљиви материјал у град, што је изазивало бројне пожаре. Добар део ионако малобројног људства морао је бити ангажован на гашењу пожара. Одреди Ахмед-паше покушали су 16. августа да смелим јуришима на тврђаву пробију одбрану. Ахмед-паша је своје ратнике бодрио слагавши их да је тог дана Видовдан, дан када су Срби поражени на Косову. На основу овог податка, Јованка Калић дошла је до закључка да је Ахмед-паша за највеће непријатеље у тврђави сматрао Србе, јер нема много смисла да је српским празником бодрио своје ратнике на борбу против Угара. Турци су жестоко напали пењући се уз бедеме, али и поред свих проблема браниоци су очајничким отпором успели да одбију све појединачне османске нападе, без обзира на њихову силовитост и снагу.
Откако је Доњи град заузет, Турци су копали лагуме са циљем да разнесу бедеме. Положај Горњег града био је погодан за ову операцију јер се налазио на брежуљку, а Турци су држали подножје тог брежуљка. За овај посао доводили су људе из оближњих рудника. Чим би се неки значајнији објекат срушио Турци би кренули у јуриш.
Мост на Сави завршен је 17. августа после дванаестодневне изградње. Ситуација у граду се нагло погоршавала. Дана 24. августа забележено је прво бекство из града. Већ 25. августа браниоци су преговарали о предаји, али су тражили вишедневни рок што су Турци одбили. Већ 26. и 27. августа кренуо је општи османски напад. Пошто су сазнали да од брзе краљеве помоћи нема ништа, браниоци су увидели да им је једино преостало да се предају. Следећег 28. августа извршена је примопредаја града.

## Предаја и последице
Угри су за предају града оптуживали Србе. Угарски краљ је непосредно после пада града оптуживао београдског бана Фрању Хадерварија, и Стевана Шуљока. Фрању Хадерварија је кривио зато што је именовао Михаила Мору за вођу бранилаца који је највероватније и издао град. Тај угарски подбан је вероватно имућни неверник, кога помињу Турци, који је у ноћи 28. августа пребегао из града и одао очајно стање бранилаца. Овакве вести доноси и сâм краљ. Упадљиво је и то што угарски краљ нигде не помиње издају српских бранилаца што би свакако учинио да је издаје било. Након предаје града Угари су пуштени, док су Срби депортовани у Цариград. О предаји града преговарали су угарски заповедници. Град се предао тек када је нестало средстава за борбу. Београдска посада заједно са грађанима пружала је готово двомесечан отпор.
Браниоци нису могли да постављају нарочите услове султану приликом предаје. Тражили су поштеду својих живота и право да слободно напусте град. Султан је то обећао и град се предао нападачу. О датуму предаје града постоје различити подаци и извори се не слажу о том питању. Према дневнику султановог похода то се десило 29. августа, а по извештају млетачког посланика при угарском двору, 28. августа. Овој несигурности допринела је и чињеница да је угарски двор држао у највећој тајности вест о предаји града. Тако да ни углавном добро обавештени млетачки посланик није могао да благовремено обавести своје надлежне.
Заправо, предаја града се одвијала два дана. Протокол о предаји потписан је 28. августа и истог дана је у име султана у тврђаву ушао смедеревски бимбаша са једним јаничарем. Сутрадан је османлијска војска стварно запосела Београдску тврђаву. Јаничари су 29. августа први ушли у град. Истовремено са османским запоседањем града хришћани су га напуштали. Примопредаја града је брзо извршена. Угари су бродовима послати у Сланкамен где се налазио Бали-бег. Према једном извору, Бели-бег их је ту побио. Овај наводни покољ Угара десио се у другој половини септембра, а познато је да су Угари послати у Сланкамен 30. августа, тако да је немогуће са сигурношћу закључити да ли је Бали-бег држао Угаре код Сланкамена више од 15 дана или је реч о покољу неке мање групе која се касније повлачила. Такође је немогуће утврдити да ли је ово учињено са султановим одобрењем, јер је он 18. септембра напустио Београд. Српском становништву није дозвољено ни повлачење ни задржавање у Београду. Султан је 9. септембра наредио да се ратници из Београда одведу у Цариград под стражом. Око 10. септембра српске породице кренуле су из Београда. По одобрењу Турака они су са собом понели своје светиње: мошти свете Петке, мошти царице Теофане и икону Богородице. Ове светиње откупио је тадашњи патријарх, јер је султан претио да ће их уништити. Српском становништву се губи сваки траг у Цариграду, али различити трагови указују на чињеницу да број депортованих 1521. није био мали. О њиховом боравку у граду на Босфору сведочи и име једне градске капије на Теодосијевим бедемима која се у отоманско време звала Београдска, по Србима из Београда које је султан населио око ње. Локална легенда из Цариграда говори о томе да их је сам султан преселио из Београда како би одржавали запуштени византијски систем водоснабдевања који је град снабдевао пијаћом водом из неколико километара удаљене Београдске шуме, пошто је тај систем био сличан оном у тадашњем Београду који је и даље радио беспрекорно.

## Османски Београд
Султан је у Београд ушао 30. августа. Одмах је наређено да се црква у Доњем граду претвори у џамију. Убрзо су и остале београдске цркве претворене у џамије, а Турци су отпочели обнову града. Град је добро снабдевен оружјем, а у њему је по једном извештају смештено 3.000 људи. Први османски заповедник Београда био је Бали-бег који је постављен за Смедеревског санџака и београдског мухафиза.
Угарске власти су вест о паду Београда држале у највећој тајности. Ово је требало да пружи време двору да реагује, али сваки покушај повратка изгубљеног био је немогућ. За београдски пораз кажњени су београдски банови Фрања Хадервари и Валентин Терек одузимањем целокупне имовине. Пад Београда, најважније угарске тврђаве на јужној граници Угарске краљевине, био је увод у угарски пораз и османско продирање у средњу Европу.

## Галерија
- Дрворез опсаде Београда (1521) који је у Нирнбергу 1522. године штампао издавач и штампар Волфганг Реш[5][6]